# Küblis
Küblis (gsw. Chüblisch, rm. Cuvlignas) – miejscowość i gmina w południowo-wschodniej Szwajcarii, w kantonie Gryzonia, w regionie Prättigau/Davos. Pod względem powierzchni jest najmniejszą gminą w regionie.

## Demografia
W Küblis mieszka 891 osób. W 2020 roku 18,9% populacji gminy stanowiły osoby urodzone poza Szwajcarią. 

## Transport
Przez teren gminy przebiega droga główna nr 28. 